# Castle Island (Neuseeland)
Castle Island (Māori: Ngututu)  ist eine kleine Insel östlich von der Coromandel Peninsula. Sie zählt zur Region Waikato und der Nordinsel von Neuseeland.

## Geographie
Die aus dem Pazifischen Ozean steil herausragenden Felseninsel liegt rund 6 km östlich des Hot Water Beach und erreicht eine Höhe von 59 m.